# Stanisław Dunajewski

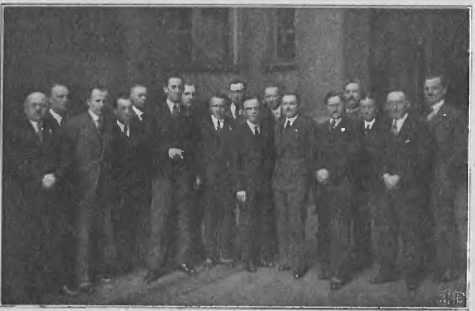
Zjazd prezesów kół Polskiej Organizacji Wojskowej Okręgu Łódzkiego w dniu 26.03.1933 S. Dunajewski stoi pierwszy od prawej

Stanisław Jakub Władysław Dunajewski (ur. 13 sierpnia 1900 w Górze Kalwarii, zm. 20 stycznia 1985 we Wrocławiu) – porucznik piechoty Wojska Polskiego, kawaler Orderu Virtuti Militari.

## Życiorys
Członek Polskiej Organizacji Wojskowej, w 1917 wstąpił do III Korpusu Polskiego. Podczas wojny polsko ukraińskiej w kwietniu 1918 dostał się do niewoli. Pozostawał ukraińskim jeńcem wojennym, aż do swojej ucieczki w czerwcu 1919. Następnie w Oddziale II Dowództwa Okręgu Generalnego „Lublin”. Od grudnia 1919 w 1 pułku strzelców konnych, uczestnik wojny polsko-bolszewickiej, za zasługi odznaczony orderem Virtuti Militari, który otrzymał z rąk marszałka Józefa Piłsudskiego.
W okresie II Rzeczypospolitej po demobilizacji mieszkał w Lublinie, gdzie pracował 1921–1924 w Urzędzie Wojewódzkim, a następnie w Łodzi, gdzie pełnił funkcję osobistego sekretarza wojewody łódzkiego Władysława Jaszczołta oraz członka zarządu POW w Łodzi. W latach 30. przebywał w Brazylii.
Uczestnik wojny obronnej Polski w 1939 w 25 pułku piechoty. Żołnierz najpierw Związku Walki Zbrojnej, następnie Armii Krajowej o pseudonimie „Balcer”. Aresztowany przez Niemców, więzień Pawiaka od czerwca do października 1940, potem w więzieniu Gestapo na Sterlinga w Łodzi. Wykupiony przez ruch oporu 24 grudnia 1940. Po uwolnieniu służył jako technik w Biurze Informacji i Propagandy AK (referat „N” w Okręgu Warszawa). Do jego zadań należała praca na powielaczu oraz prowadzenie kartoteki warszawskich Niemców, a w okresie od stycznia 1941 do lipca 1941 powielanie ukazującego się w nakładzie 400 egzemplarzy pisma przeznaczonego dla żołnierzy niemieckich Kennst du die Wahrheit, we współpracy z grupą tylko jemu znanych współpracowników.
Po upadku powstania warszawskiego, w latach 1944–1948 przebywał w Lublinie, gdzie został aresztowany przez NKWD. Od 1948 mieszkał we Wrocławiu, natomiast w 1960 przeprowadził się na stałe do Sobótki. Represjonowany i aresztowany przez Urząd Bezpieczeństwa w czasach stalinowskich.
Kierownik schroniska PTTK im. Romana Zmorskiego na Ślęży, następnie pracownik fizyczny w stacji przekaźnikowej na Ślęży, od 1960 referent najpierw w Miejskiej Radzie Narodowej w Sobótce, a następnie aż do emerytury w 1967 w Muzeum Ślężańskim.
Działacz Oddziału Wrocławskiego Polskiego Towarzystwa Archeologicznego. Założyciel, działacz i w latach 1961–1966 sekretarz Towarzystwa Miłośników Ziemi Ślężańskiej (1959–1987). Współtwórca organizowanych od 1957 „Dni Ślęży”, które dzięki jego zabiegom przekształciły się w imprezę cykliczną.
W 1954 został mianowany pierwszym społecznym konserwatorem zabytków na Dolnym Śląsku. W 1956 przyczynił się do zabezpieczenia odkrycia cmentarzyska łużyckiego w Jordanowie Śląskim. W 1958 kierował pracami zabezpieczającymi rzeźby kultowe na Ślęży. W 1963 przyczynił się do ocalenia cmentarzyska łużyckiego w Wierzbicach. Autor programu zaprojektowanego w 1963 przez Ryszarda Natusiewicza stoiska archeologicznego w Jordanowie Śląskim. Przyczynił się do odkrycia w 1975 osady łużyckiej w Będkowicach. Dzięki jego działalności uchroniono w 1979 cenne stanowiska archeologiczne znajdujące się w Świątnikach.
Był jednym z inicjatorów reaktywacji oraz pierwszym opiekunem Muzeum Ślężańskiego w Sobótce, któremu w dniu 20.06.1992 w ramach obchodów XXX-lecia Muzeum nadano jego imię. Osobiście brał udział w remontowaniu pomieszczeń dawnego „Domu Opata”, w którego pomieszczeniach w okresie 1926-1945 funkcjonowało niemieckie Heimatmuseum (Muzeum Regionalne), zabiegał o środki na utworzenie muzeum, a także osobiście przywoził eksponaty do lapidarium jak np. późnośredniowieczny krzyż kamienny z Proszkowic.
Autor nazw obiektów w masywie Ślęży Droga Piotra Własta oraz Dęby, określany był mianem „Strażnik Śląskiego Olimpu”.
Zmarł w 1985 we Wrocławiu i został pochowany na cmentarzu komunalnym w Sobótce przy ul. Słonecznej (sektor 5, rząd 5, miejsce 76).
Jego imię nosiła projektowana ulica w miejscu obecnej ulicy Panoramy Ślężańskiej w Sobótce.

## Życie prywatne
Syn malarza Włodzimierza Dunajewskiego i artystki dramatycznej scen polskich Antoniny Dunajewskiej z Duchnowskich. Żonaty (1929) z Adelą Piotrowską (zm. 1988), miał jedną córkę Ilonę (1931-1961).

## Ordery i Odznaczenia
- Order Virtuti Militari V klasy (nr 6904)[3][46]
- Krzyż Niepodległości[47]
- Krzyż Walecznych[3]
- Medal Dziesięciolecia Odzyskanej Niepodległości[3]
- Medal Pamiątkowy za Wojnę 1918–1921[3]
- Medal 10 Rocznicy Wojny Niepodległościowej[48]
- Srebrny Krzyż Zasługi[3][49]
- Krzyż Armii Krajowej (nr 13697)
- Honorowy Obywatel Sobótki[21]
- Złota Honorowa Odznaka PTTK[50]
- Złota Odznaka Za Opiekę nad Zabytkami
- Medal Międzysojuszniczy „Médaille Interalliée”

## Awanse
- podporucznik (18 kwietnia 1931, ze starszeństwem od 29 listopada 1930)[51][52]
- porucznik (14 lipca 1939 ze starszeństwem z 19 marca 1939 i 1136. lokatą w korpusie oficerów rezerwy piechoty[53][54]

## Wywód genealogiczny
| Jan Dunajewski | Jan Dunajewski |                                     |                                     | Emilia Kulczycka | Emilia Kulczycka |  |  | Kazimierz Duchnowski | Kazimierz Duchnowski |                                 |                                 | Maria Hirszberg | Maria Hirszberg |
|                |                |                                     |                                     |                  |                  |  |  |                      |                      |                                 |                                 |                 |                 |
|                |                |                                     |                                     |                  |                  |  |  |                      |                      |                                 |                                 |                 |                 |
|                |                | Włodzimierz Dunajewski (1869-1905?) | Włodzimierz Dunajewski (1869-1905?) |                  |                  |  |  |                      |                      | Antonina Duchnowska (1883-1958) | Antonina Duchnowska (1883-1958) |                 |                 |
|                |                |                                     |                                     |                  |                  |  |  |                      |                      |                                 |                                 |                 |                 |
|                |                |                                     |                                     |                  |                  |  |  |                      |                      |                                 |                                 |                 |                 |
|                |                |                                     |                                     |                  |                  |  |  |                      |                      |                                 |                                 |                 |                 |

|  |  |  |  | Stanisław Jakub Władysław Dunajewski ur. 13 sierpnia 1900, zm. 20 stycznia 1985 |